# Чемпионат мира по лёгкой атлетике 1993 — бег на 200 метров (мужчины)
| Вид соревнований | Чемпионат мира по лёгкой атлетике       |
| Место проведения | Германия, Штутгарт, Мерседес-Бенц-Арена |
| Дисциплина       | Бег на 200 метров среди мужчин          |
| Забеги           | 17.08.1993                              |
| Четвертьфиналы   | 19.08.1993                              |
| Полуфиналы       | 19.08.1993                              |
| Финал            | 20.08.1993                              |
| Число участников | 71                                      |

Соревнования в беге на 200 метров у мужчин на чемпионате мира по лёгкой атлетике 1993 года прошли 20 августа.

## Призёры
| Золото                     | Серебро                     | Бронза           |
| Фрэнки Фредерикс · Намибия | Джон Регис · Великобритания | Карл Льюис · США |

## Ход соревнований
После серебряных медалей на чемпионате мира 1991 года и Олимпийских играх в Барселоне, Фрэнки Фредерикс завоевал первую в истории лёгкой атлетики Намибии медаль чемпиона мира по лёгкой атлетике, установив новый рекорд Африки. Это единственное золото чемпионатов мира, которое завоюет Фредерикс за свою карьеру. В 1995 и 1997 годах он ещё дважды станет вторым на этой дистанции.
Занявший второе место англичанин Джон Риджис, как и на чемпионате мира 1987 года, где он был третьим, лидировал до 150-го метра дистанции. На отметке 150 м он показал рекордное время — 14,93 с, однако на последних 50 метрах Фрэнки Фредерикс мощным финишным рывком вышел с третьего места на первое.
Для бронзового призёра американца Карла Льюиса это была рекордная 10-я медаль чемпионатов мира. В этом забеге он установил ещё один своеобразный рекорд — самый быстрый в истории чемпионатов мира «бронзовый» результат — 19,99 с. Ни один спортсмен ранее, выбежав из 20 секунд, не занимал столь низкое место. Этот рекорд был побит только в легендарном забеге на чемпионате мира 2009 года в Берлине, где Усэйн Болт установил фантастический мировой рекорд — 19,19 с. Тогда Стив Маллингс с результатом 19,98 с остался только пятым.

## Финал
| Место | Имя                      | Время |
| ----- | ------------------------ | ----- |
|       | Фрэнки Фредерикс (NAM)   | 19.85 |
|       | Джон Регис (GBR)         | 19.94 |
|       | Карл Льюис (USA)         | 19.99 |
| 4.    | Майкл Марш (USA)         | 20.18 |
| 5.    | Дин Капобьянко (AUS)     | 20.18 |
| 6.    | Джин-Чарльз Трубал (FRA) | 20.20 |
| 7.    | Эммануэль Туффор (GHA)   | 20.49 |
| 8.    | Дамин Марш (AUS)         | 20.56 |